# 해적당

해적당 상징

해적당(海賊黨, 영어: Pirate Party)는 파일 공유 소프트웨어나 부트레그 CD의 합법화 등 저작권법의 개정과 인터넷 상의 개인 프라이버시, 표현의 자유를 주장하는 정당이다. 해적당 인터내셔널을 통해서 유럽이나 아메리카 대륙 여러 나라에 설립되고 있다.
2006년에 설립된 스웨덴 해적당이 필두이다. 유럽 의회 선거로 의석 2개를 얻어, 이것을 계기로 세계 여러나라에 연달아 설립되기 시작했다. 2011년 9월 18일의 독일 베를린 주 지역선거에선 해적당(Piratenpartei)이 8.9%의 표를 얻어 베를린 주정부 의회의석 총 149개 중 15석을 차지했다. 2012년 3월 25일 자를란트 주의회 선거에서 녹색당의 5.0% 득표율을 앞지르고 7.4%의 득표율을 얻어 의회 진출에 성공했다. 독일 제1공영방송 ARD는 자를란트 주의회 선거에서 디지털 세대 유권자의 25%가 해적당에 표를 던진 것으로 조사ㆍ발표했다. 같은 해 5월 6일 치러진 슐레스비히-홀슈타인 주 지방선거에서도 8.3%의 득표율을 올린 것으로 집계됐다.
지지층은 주로 30대 이하의 인터넷 세대 중심이다. 유럽 의회에서는 녹색당과 연계해서 활동하기도 한다. 대표적으로 유럽녹색당에 가입한 체코 해적당이 있다.
2018년 룩셈부르크 총선에서 룩셈부르크 해적당이 2석을 얻으며, 3번째로 의회에 진출한 해적당이 되었다.

전 세계 해적당 활동 지도
선거 당선
공식 등록
비등록 활동
활동하지 않음

## 평가
| 총선거         | 총선거                 | 총선거 |
| 선거           | 날짜                   | %      |
| -------------- | ---------------------- | ------ |
| 스웨덴         | 2010년 9월 19일        | 0.7    |
| 독일           | 2009년 9월 27일        | 2.0    |
| 영국           | 2010년 5월 6일         | 0.41   |
| 체코           | 2010년 5월 28일 ~ 29일 | 0.8    |
| 네덜란드       | 2010년 6월 9일         | 0.11   |
| 핀란드         | 2011년 4월 17일        | 0.51   |
| 캐나다         | 2011년 5월 2일         | 0.671  |
| 스위스         | 2011년 10월 23일       | 0.5    |
| 스페인         | 2011년 11월 20일       | 0.102  |
| 뉴질랜드       | 2011년 11월 26일       | 0.581  |
| 그리스         | 2012년 5월 6일         | 0.51   |
| 프랑스         | 2012년 6월 11일        | 0.851  |
| 그리스         | 2012년 6월 17일        | 0.23   |
| 네덜란드       | 2012년 9월 13일        | 0.3    |
| 이스라엘       | 2013년 1월 22일        | 0.07   |
| 아이슬란드     | 2013년 4월 27일        | 5.1    |
| 유럽 의회 선거 |                        |        |
| 선거           | 날짜                   | %      |
| 스웨덴         | 2009년 6월 7일         | 7.13   |
| 독일           | 2009년 6월 7일         | 0.9    |
| 크로아티아     | 2013년 4월 14일        | 1.13   |

1 다수결, 선거에 참석한 정당의 모든 선거구에 대한 평균값

2 카탈루냐 해적당 집계 (카탈루냐 지방의 4개 주는 0.63%), 
스웨덴 해적당 (나바라 지방은 0.54%, 카스테욘 주는 0.33%,
 테루엘 시는 0.28%, 우에스카 시는 0.33%)
정당정치 경험이 없는 젊은 인터넷 세대로 구성된 해적당은 그야말로 혜성같이 나타나 기존 정당정치를 뒤흔들었다는 평가가 있다. 한편으로는 구체적 정치 사안에 대해서는 침묵하고 있다는 비판도 있다.

## 나라별 해적당
- 오스트리아: 오스트리아 해적당
- 독일: 독일 해적당
- 체코: 체코 해적당
- 아이슬란드: 해적당
- 스웨덴: 해적당

## 같이 보기
- 국제해적당(해적당 인터내셔널)
- 코피미즘
- 전자 프런티어 재단
- 파이럿베이